# Prochoerodes transversata
Prochoerodes transversata är en fjärilsart som beskrevs av Dru Drury 1770. Prochoerodes transversata ingår i släktet Prochoerodes och familjen mätare. Inga underarter finns listade i Catalogue of Life.